# Albert Thibaudet
Albert Thibaudet, né à Tournus (Saône-et-Loire) le 1er avril 1874 et mort à Genève le 16 avril 1936, est un critique littéraire français très apprécié de l'entre-deux-guerres, qui écrit pour La Nouvelle Revue française (NRF) de 1912 à sa mort.

## Biographie

### Jeunesse et formation
Albert Thibaudet est issu de la bourgeoisie bourguignonne, son père était l'un des notables du radical-socialisme de la Saône-et-Loire.
Ancien élève d'Henri Bergson, il fut influencé par le bergsonisme.
L’Académie française lui décerne le prix d'éloquence en 1896.
Il séjourna en Grèce de 1901 à 1903 et publia ses réflexions à la suite de ce séjour dans Les Images de Grèce.
Il commença une carrière littéraire sans connaître le succès. En 1897, il publia Le Cygne rouge, un drame symboliste en vers et en prose, influencé par l'œuvre de Mallarmé. Il publia ensuite des essais et en 1912, publia son premier ouvrage de critique, La Poésie de S. Mallarmé. Influencé par la théorie de Bergson sur l'intuition, il l'appliqua à la création littéraire.

### Carrière professionnelle
Il mena de front une carrière d'enseignant et de critique littéraire. Albert Thibaudet est l'un de ceux qui eurent le plus d'influence sur la littérature française pendant l'entre-deux-guerres.
En août 1914, il fut mobilisé au 60e régiment territorial en tant que caporal et partit pour la Grande Guerre, emmenant dans son havresac quelques maîtres-livres, dont La Guerre du Péloponnèse de Thucydide. Il n'a jamais combattu bien qu'il ait passé, avec le 260e régiment territorial, quelques semaines dans les tranchées de première ligne, à des tâches de soutien. Affecté en 1917 au 45e régiment territorial, toujours pour des tâches à l'arrière, il n'est démobilisé qu'en janvier 1919.
Il fut titulaire de la chaire de littérature française à Genève de 1924 à sa mort.
On lui doit la fameuse expression « la République des professeurs » (titre d'un de ses ouvrages à propos du Cartel de 1924 qui réunissait Herriot, Blum et Painlevé, tous sortis de la rue d'Ulm), que l'on oppose aujourd'hui à la « dictature des médias », notion développée par Louis Porcher. On lui doit aussi la phrase : « Si Paris est la capitale de la France, Lyon est la capitale de la province ».

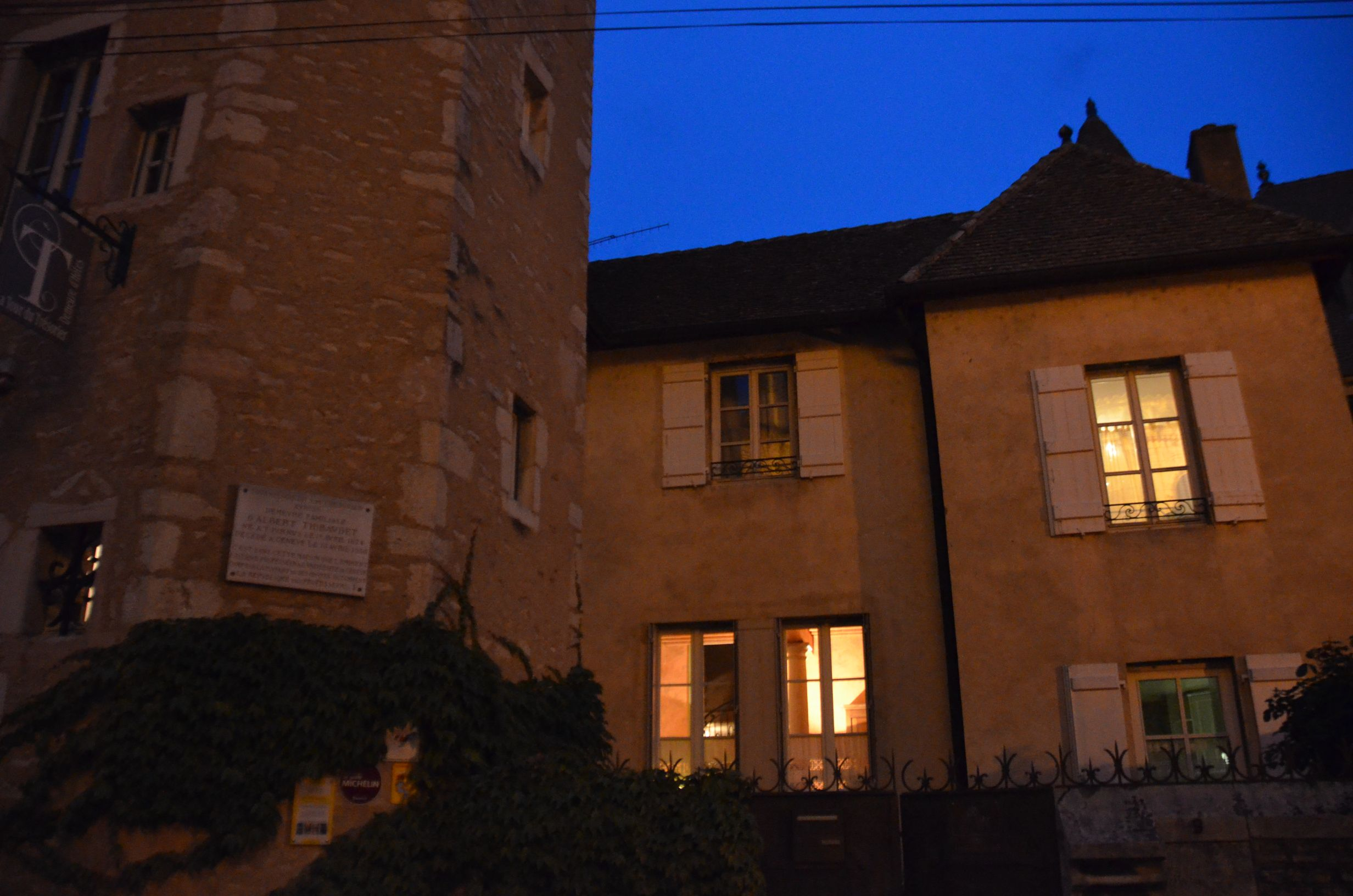
Maison natale d'Albert Thibaudet, à Tournus.

### Critique littéraire
Pendant vingt ans, à partir de 1912, il tint la rubrique de critique littéraire à la NRF. Pour lui le critique doit communiquer au lecteur le plaisir de lire. Sa méthode critique allie la sympathie et le plaisir, le savoir et le goût.
Son érudition impressionnante lui permit de publier des essais sur Thucydide, sur Henri Bergson, Gustave Flaubert, Stendhal, Maurice Barrès, Paul Valéry, sur les partis politiques en France.
Ses Réflexions publiées entre 1938 et 1941 présente un classement, situant des courants et des générations littéraires. Il publia en 1936, Histoire de la littérature française de 1789 à nos jours.
René Rémond voit en lui « le fondateur de l'histoire des idées politiques ».
C'est aussi un européiste convaincu. Il participe en 1928 au premier cours universitaire de Davos, avec de nombreux autres intellectuels français et allemands.

### Hommage et distinctions
Albert Thibaudet fut président d'honneur de la Société des amis des arts et des sciences de Tournus et membre de l'académie de Mâcon.
Le centre Thucydide (institut de recherche de l'université Panthéon-Assas (Paris II) a créé, en 2008, un prix Albert-Thibaudet qui honore l'auteur d'un ouvrage francophone sur les relations internationales.

## Œuvres
(Liste non exhaustive, classée par années croissantes de 1er éditions).
Extraits des publications de l'auteur parmi plus de 200 parutions :
- [1896] Stéphane Zékian (éditeur scientifique), Ronsard, Tournus / Paris, Adolphe Miège / Éditions des Équateurs (réimpr. 2018) (1re éd. 1896), 30 p., 26 cm (ISBN 978-2-8499-0556-2, OCLC 494090692, BNF 45377555, SUDOC 103453539, présentation en ligne).
- [1912] La poésie de Stéphane Mallarmé : étude littéraire (préf. Jean-Yves Tadié, épilogue avec deux textes de Paul Valéry), Paris, NRF / Gallimard, coll. « Tel » (réimpr. 1913, 1925, 1926, 1929, 1938, 1959, 1979 et 2006) (1re éd. 1912), IX-385 p., 24 cm (ISBN 2-07-077740-5, OCLC 462727541, BNF 31454444, SUDOC 046590048, présentation en ligne, lire en ligne).
- [1913] Les heures de l'Acropole, Paris, NRF, 1913, 270 p., in-8o (OCLC 458276507, BNF 31454429, SUDOC 09088518X, présentation en ligne, lire en ligne).
- [1922] La campagne avec Thucydide (Guerre du Péloponnèse), Paris, NRF, 1922, 262 p., 19 cm (OCLC 458276497, BNF 36570247, SUDOC 145777103, présentation en ligne)[5],[Note 1].
- [1922] Gustave Flaubert (1821-1880) : sa vie, ses romans, son style, Paris, Plon / Gallimard / Fb&c Limited, coll. « La Critique / Leurs figures » (réimpr. 1935, 1963, 1968, 1982, 1992 et 2017) (1re éd. 1922), 341 p., 19 cm (ISBN 1625971214 et 1527618544, OCLC 489948944, BNF 34160717, SUDOC 010410074, présentation en ligne, lire en ligne).
- [1923] Paul Valéry (1871-1945), Paris, Bernard Grasset / Éditions Le Mono, coll. « Les Cahiers verts » (réimpr. 2022) (1re éd. 1923), 185 p., 19 cm (ISBN 2381114173, OCLC 422661546, BNF 31454439, SUDOC 002776243, présentation en ligne, lire en ligne).
- [1923] Le bergsonisme, vol. 2, Paris, NRF / Gallimard, coll. « Trente ans de vie française » (réimpr. 1924 et 1939) (1re éd. 1923), 256, 256, 18 cm (OCLC 36426871, BNF 31454452, SUDOC 052891836, présentation en ligne, lire en ligne).
- [1924] Les Princes lorrains, Paris, Bernard Grasset, coll. « Les Cahiers verts », 1924, XXIII-213 p., 19 cm (OCLC 420181047, BNF 31454445, SUDOC 018083560, présentation en ligne).
- [1925] Le liseur de romans (Roman), Paris, G. Crès et Cie, coll. « Essais et critique », 1925, XXXIV-238 p., 19 cm (OCLC 1557926, BNF 31454436, SUDOC 046297839, présentation en ligne, lire en ligne).
- [1926] Les images de Grèce, Paris, A. Messein, coll. « La Phalange », 1926, 200 p., 19 cm (OCLC 490070820, BNF 31454434, SUDOC 021995427, présentation en ligne).
- [1927] La République des Professeurs : suivi par Les Princes lorrains [pour l'édition de 2006] (préf. François Bourricaud (1922-1991) / Michel Leymarie) (France [1870-1940, 3e République]), Paris / Genève, Bernard Grasset / Éditions André Sauret / Slatkine / Hachette Littératures, coll. « Les Écrits / Grand prix des 12 œuvres historiques capitales, 1871-1945 / Ressources / Pluriel Histoire » (réimpr. 1973, 1979 et 2006) (1re éd. 1927), 264 p., 20 cm (ISBN 2-01-279-3096, OCLC 458276529, BNF 34043684, SUDOC 011345020, présentation en ligne, lire en ligne).
- [1928] Cluny (postface Matthieu Baumier, ill. C. Le Breton), Paris / Mâcon, Émile-Paul Frères / A contrario, coll. « Portrait de la France » (réimpr. 2004) (1re éd. 1928), 86 p., 22 cm (ISBN 2-7534-0015-6, OCLC 458276500, BNF 31454422, SUDOC 103515666, présentation en ligne, lire en ligne).
- [1929] Amiel ou La part du rêve (Biographie), Paris, Hachette, coll. « Le passé vivant », 1929, 244 p., 18 cm (OCLC 492486214, BNF 31454420, SUDOC 062674587, présentation en ligne, lire en ligne).
- [1930] Mistral ou La République du soleil (Biographie), Paris, Hachette, coll. « Le Passé vivant », 1930, 260 p., 19 cm (OCLC 299914490, BNF 37506002, SUDOC 005795354, présentation en ligne, lire en ligne).
- [1930] Physiologie de la critique (préf. Michel Jarrety), Paris, Nouvelle Revue critique / Librairie Nizet / Les Belles Lettres, coll. « Les essais critiques / Le Goût des idées » (réimpr. 1948, 1962, 1971 et 2013) (1re éd. 1930), 247 p., 19 cm (ISBN 978-2-251-20035-4, OCLC 421809364, BNF 31454440, SUDOC 064353346, présentation en ligne, lire en ligne).
- [1931] Stendhal, Paris, Hachette, coll. « Les romantiques », 1931, 190 p., 19 cm (OCLC 301711320, BNF 31454451, SUDOC 045246041, présentation en ligne).
- [1932] Les idées politiques de la France, Paris, Stock, Delamain et Boutelleau / FV éditions (réimpr. 2020) (1re éd. 1932), 265 p., 19 cm (ISBN 979-1-0299-1086-9, OCLC 82891692, BNF 31454433, SUDOC 05189940X, présentation en ligne, lire en ligne).

Parutions posthumes
- [1936] Histoire de la littérature française de 1789 à nos jours (préf. Léon Bopp et Jean Paulhan / Michel Leymarie), Paris / Verviers (Belgique), Stock, Delamain et Boutelleau / Marabout / CNRS Éditions (réimpr. 1939, 1946, 1947, 1952, 1963, 1969, 1981 et 2016) (1re éd. 1936), XI-587 p., 19 cm (ISBN 2-501-00098-6 et 978-2-271-08998-4, OCLC 81318439, BNF 35717864, SUDOC 011490985, présentation en ligne, lire en ligne).
- [1938] Réflexions sur la littérature (préf. annotée par Antoine Compagnon et Christophe Pradeau [édition 2007]), vol. 2, Paris, Gallimard, coll. « Quarto » (réimpr. 2007) (1re éd. 1938), 263, p. 314 / p. 1754, 21 cm (ISBN 978-2-07078367-0, OCLC 301643861, BNF 31454447, SUDOC 017623812, présentation en ligne).
- [1940] Panurge à la guerre, Paris, Gallimard / NRF, 1940, 109 p., 19 cm (OCLC 489939043, BNF 31454438, SUDOC 011046341, présentation en ligne).
- [1963] Montaigne (préf. établi par Floyd Gray d'après les notes manuscrites), Paris, Gallimard, coll. « Les Cahiers de la NRF » (réimpr. 1997) (1re éd. 1963), 571 p., 21 cm (ISBN 2-0702-6246-4 et 2-0707-4877-4, OCLC 299831843, BNF 37522562, SUDOC 008461562, présentation en ligne).
- [2007] édition établie par Antoine Compagnon, Réflexions sur la politique (Œuvres choisies [1924 à 1932]), Paris, Éditions Robert Laffont, coll. « Bouquins », 2007, XXXI-1037 p., 20 cm (ISBN 978-2-221-10202-2, OCLC 421919107, BNF 41028549, SUDOC 114493820, présentation en ligne).
- [2008] texte manuscrit annoté par Floyd Gray et Henri Larue (préf. Michel Leymarie), Socrate, Paris, CNRS Éditions, coll. « CNRS philosophie », 2008, 440 p., 23 cm (ISBN 978-2-271-06733-3, OCLC 377956614, BNF 41362429, SUDOC 12910907X, présentation en ligne).